# David Hentschel
David Hentschel, né le 18 décembre 1952 dans le Sussex, est un claviériste, guitariste, ingénieur du son et producteur britannique, qui a enregistré en particulier les albums All Things Must Pass de George Harrison et Goodbye Yellow Brick Road d'Elton John, ainsi que des artistes comme Genesis Tony Banks, Mike Rutherford, Queen, Marti Webb, Andy Summers, Mike Oldfield (QE2), Van der Graaf Generator et Peter Hammill en solo, ainsi que le groupe Yellowjackets et Ronnie Caryl.

## Biographie
Sa carrière a débuté aux Trident Studios à Londres où il a d'abord été assistant ingénieur avant de devenir l'un des producteurs internes. En plus des crédits d'ingénieur et de producteur, il a également joué des premiers synthétiseurs avec une gamme variée de groupes, dont Nazareth, Pilot et Byzantium. Il a joué du synthétiseur sur plusieurs enregistrements de haut niveau, dont Elton John, sur les chansons "Rocket Man" de l'album Honky Chateau et Funeral for a Friend de l'album Goodbye Yellow Brick Road. Cette dernière comportait un des premiers synthétiseurs analogiques, le ARP 2500, pour créer une sensation et un effet tonal.
Dès 1971, il a  commencé une collaboration fructueuse avec le groupe Genesis en tant qu'assistant ingénieur sur Nursery Cryme, ensuite il a retrouvé le groupe en 1976 comme ingénieur et producteur sur A Trick of the Tail jusqu'à Duke en 1980. Il a aussi œuvré comme ingénieur et producteur pour Tony Banks sur son premier album solo A Curious Feeling en 1979 et Mike Rutherford sur Smallcreep's Day en 1980 toujours dans les mêmes fonctions. Après avoir quitté les studios Trident en 1974, il a produit son propre album Startling Music pour le label éphémère de Ringo Starr, Ring 'O' Records, composé d'une reprise instrumentale chanson par chanson de l'album de ce dernier, Ringo, et mettant en vedette des performances de Phil Collins , David Cole, Ronnie Caryl, John Gilbert (le fils de Lewis Gilbert) et Ringo lui-même.
En 1975, il enregistre "Oh My My", une version instrumentale aux claviers de la chanson de 1973 de Ringo Starr.
En 1982, Hentschel a collaboré avec le parolier Don Black sur un album de cycle de chansons pour Marti Webb pour suivre le succès de sa chanson Tell Me on a Sunday, I'm Not That Kind of Girl qui est sorti en 1983. Malgré le talent de Phil Collins à la batterie et de Kiki Dee aux chœurs, l'album n'a pas réussi à se classer et a été son dernier sur le label Polydor.
En 1988, David a produit et conçu l'album Politics, lauréat d'un Grammy Award, du groupe de jazz fusion Yellowjackets.
Entre 1987 et 1995, il a coproduit, conçu et joué des claviers et du synthétiseur sur quatre albums de l'ex-guitariste des Police Andy Summers, en plus d'en produire un cinquième, soit les disques XYZ (MCA Records, 1987), Mysterious Barricades (Private Music 1988), The Golden Wire (Private Music, 1989), Charming Snakes (Private Music, 1990) et Synaesthesia (CMP Records, 1995).
Hentschel a composé des partitions pour les films de Lewis Gilbert Operation Daybreak (1975), Seven Nights in Japan (1976), Educating Rita (1983) et The Squeeze (1977).
Il s'est implanté à Los Angeles en 1985, où il a créé un des premiers studios utilisant le système MIDI, et où il travaille avec la firme Ensoniq sur le développement d'instruments et de sons personnalisés. Il finit par retourner en Grande-Bretagne et continue de produire, composer et arranger des deux côtés de l'Atlantique.
Hentschel a récemment travaillé comme ingénieur, musicien, producteur et arrangeur pour un certain nombre d'artistes de musique chrétienne contemporaine, notamment Out of Eden, Jennifer Knapp, Point of Grace et P.O.D. Hentschel a récemment produit le groupe de prog/harpe Art in America qui a été enregistré à Los Angeles. Il est également fortement impliqué dans le développement de nouveaux artistes.
Il a remporté plusieurs trophées dans sa carrière,.

## Discographie

### Solo
- 1975  : Startling Music - David Hentschel - Phil Collins à la batterie et aux percussions. Avec Ronnie Caryl à la guitare
- 1983  : Educating Rita - Bande Sonore du film
- 1993 :  Light Rock - Avec Tom Blades & Jeff Mearns

### Musique de films
- 1975 : Sept hommes à l'aube (Operation: Daybreak) de Lewis Gilbert - Musique composée par David Hentschel.
- 1976 : Seven Nights in Japan de Lewis Gilbert - Musique composée par David Hentschel
- 1977 : The Squeeze de Lewis Gilbert - Musique composée par David Hentschel
- 1983 : L'Éducation de Rita (Educating Rita) de Lewis Gilbert - Musique composée par David Hentschel
- 1983 : :Any Given Sunday de Oliver Stone - Arrangements orchestraux et chorales.
- 1986 : Star Trek IV de Leonard Nimoy - Certains extraits musicaux de David Hentschel
- 2006 : Waltzing Anna de Bx Giongrete & Doug Bollinger - Musique composée et jouée par David Hentschel
- 2010 : 'Letters From The Front de Ron Prosser - Musique composée et jouée par David Hentschel